# Кусибики, Масатоси
Масатоси Кусибики (яп. 櫛引政敏; 29 января 1993, Аомори, Япония) — японский футболист, вратарь клуба «Монтедио Ямагата».

## Карьера

### Клубная карьера
Масатоси дебютировал на профессиональном уровне за «Симидзу С-Палс» 20 марта 2013 года во встрече Кубка Джей-лиги с «Ванфоре Кофу». 2 мая того же года Кусибики провёл первую игру в Джей-лиге, выйдя в стартовом составе в матче против «Вегалта Сэндай». Голкиперу удалось сохранить свои ворота в неприкосновенности.
Всего в первом сезоне японец провёл 20 матчей чемпионата, в которых пропустил 35 мячей. В 2014 году Кусибики принял участие в 29 встречах, а следующем сезоне — в 10. По итогам сезона «Симидзу» покинул Джей-лигу, а голкипер перешёл в «Касима Антлерс» на правах аренды.
Первую игру в новой команде Масатоси провёл 23 марта на кубок Джей-лиги против «Ванфоре Кофу».

### Карьера в сборной
Кусибики выступал за молодёжную сборную Японии на Чемпионате Азии в Катаре. Его сборная стала победителем, а сам голкипер принял участие в 5 матчах турнира, в том числе и в финальной встрече со сборной Южной Кореи.
5 июля 2016 года вратарь был включён в заявку сборной для участия в летних Олимпийских играх в Бразилии.

## Достижения
Молодёжная сборная Японии
- Чемпион Азии среди молодёжных команд (1): 2016